# Омелянів
Омеля́нів — село в Україні, у Козелецькій селищній громаді Чернігівського району Чернігівської області. Населення становить 441 особу. До 2016 орган місцевого самоврядування — Омелянівська сільська рада.

## Історія
Згадується в польській ревізії 1628 року як Omelianów futor.
Емельянов хутор (як і багато навколишніх поселень) було згадано в переписній книзі Малоросійського приказу (1666). Також наведено відомості про мешканців хутора: Ромашка Шелесть, у него лошадь. Юрька Лысый, у него лошадь.
1743 року замість старої Іллінської церкви було збудовано новий храм.
За даними на 1859 рік у козацькому, казенному й власницькому селі Остерського повіту Чернігівської губернії мешкало 565 осіб (269 чоловічої статі та 296 — жіночої), налічувалось 97 дворових господарств, існувала православна церква. У сусідньому козацькому та власницькому селі Полуянів, що тепер є частиною Омелянова, того ж року мешкало 264 особи (123 чоловічої статі та 141 — жіночої), налічувалось 39 дворових господарств..
Станом на 1886 у колишньому державному й власницькому селі Остерської волості мешкало 645 осіб, налічувалось 148 дворових господарства, існували православна церква й 2 постоялих будинки.
За переписом 1897 року кількість мешканців зросла до 941 особи (457 чоловічої статі та 484 — жіночої), з яких 928 — православної віри.
Після скасування губернського, повітового та волосного поділу у 1923 році (283 двори, 1269 мешканців) село увійшло до складу Остерського району Ніжинської округи. З 1932 року і донині входить до складу Чернігівської області.
Енциклопедія «Історія міст і сіл Української РСР» у томі, присвяченому Чернігівщині (вийшов 1972 року) подавала такі відломості про Омелянів: «ОМЕЛЯНІВ — село, центр сільської Ради, розташоване за 18 км від районного центру і за 14 км від залізничної станції Заворичі. Дворів — 405. Населення — 1055 осіб. Сільраді підпорядковані населені пункти Калитянське, Полуянів і Привітне.
За місцевим колгоспом ім. Карла Маркса закріплено 2133 га сільськогосподарських угідь, у тому числі орної землі — 1564 га. Вирощують переважно зернові культури. Розвинуте м'ясо-молочне тваринництво. За сумлінну працю в колгоспному виробництві 72 особи нагороджено орденами й медалями.
В селі є восьмирічна школа, де налічується 193 учні й 15 учителів, клуб, бібліотека, фельдшерсько-акушерський пункт.
Село відоме з 1746 року.
Радянська окупація в Омелянові почалась в січні 1918 року.
Понад 360 жителів села воювали на фронтах Другої світової війни. За мужність і героїзм 272 чоловіка нагороджені орденами й медалями, 153 — загинули. За німецької окупації гітлерівці спалили село. У післявоєнні роки воно повністю відбудоване.
У 1959 році в Омелянові відкрито пам'ятник радянським воїнам, що загинули в боях за реокупацію села, і обеліск на могилі, де поховані боєць Богунського полку Г. В. Рудник і один з активних борців за встановлення Радянської окупаційної влади в селі А. П. Усик.
12 червня 2020 року, відповідно до розпорядження Кабінету Міністрів України № 730-р «Про визначення адміністративних центрів та затвердження територій територіальних громад Чернігівської області», увійшло до складу Козелецької селищної громади.
19 липня 2020 року, в результаті адміністративно - територіальної реформи та ліквідації Козелецького району, село увійшло до складу Чернігівського району Чернігівської області.

## Населення

### Мова
Розподіл населення за рідною мовою за даними перепису 2001 року:
| Мова       | Кількість | Відсоток |
| ---------- | --------- | -------- |
| українська | 565       | 96.58%   |
| російська  | 20        | 3.42%    |
| Усього     | 585       | 100%     |